# Лісняки
Лісняки́ — село в Україні, у Смідинській сільській громаді Ковельського району Волинської області. Населення становить 272 осіб.

## Географія
Через село тече річка Кезювка, права притока Вижівки.

## Історія

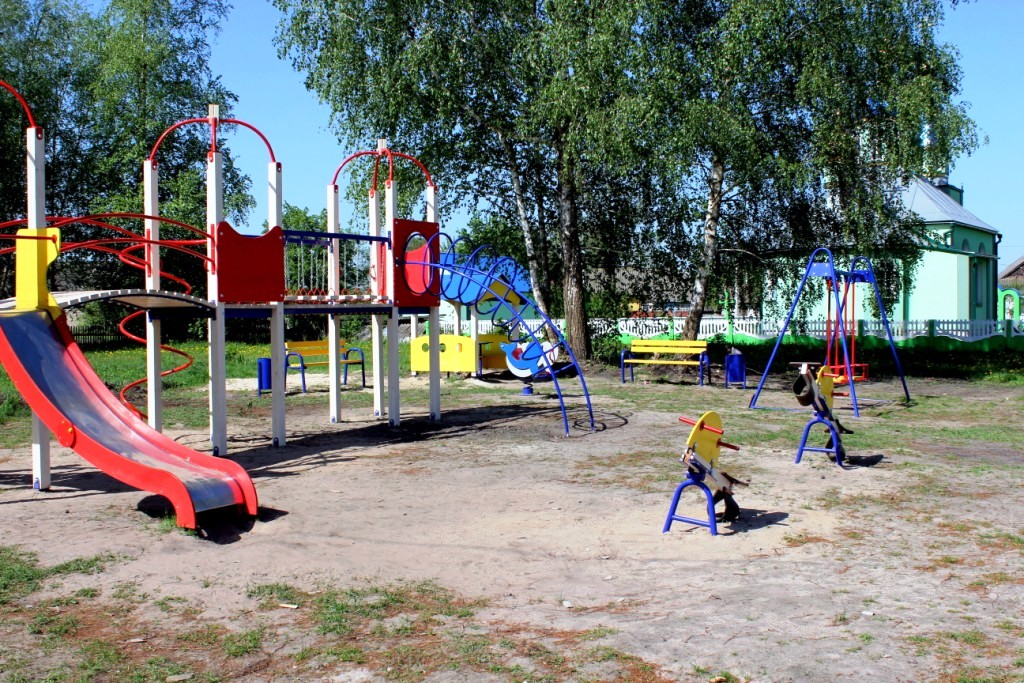

Лісняки — невеличке мальовниче село, розташоване серед казкової природи волинських лісів. У сиву давнину тут поселилися люди, яких називали лісниками, лісняками. Звідси й походить назва села.
Окремі археологічні знахідки свідчать, що на території Лісняків відбувалася людська діяльність за часів бронзової доби. Доказом цього є бойові кам'яні сокири культури шнурової кераміки, яку датують у проміжку від другої чверті ІІІ тис. до н. е. до початку ІІ тис. до н. е. Одна сокира, знайдена Петром Гавриловичем Троцем, зараз перебуває в експозиції кафедри археології Національного університету «Києво-Могилянська академія». Інша, знайдена Петром Гервасійовичем Голубом, передана до фондів Національного музею історії України.
Перша писемна згадка про с. Лісняки міститься в акті ревізії Смідинської Хрестовоздвиженської церкви від 2 лютого 1696 року.

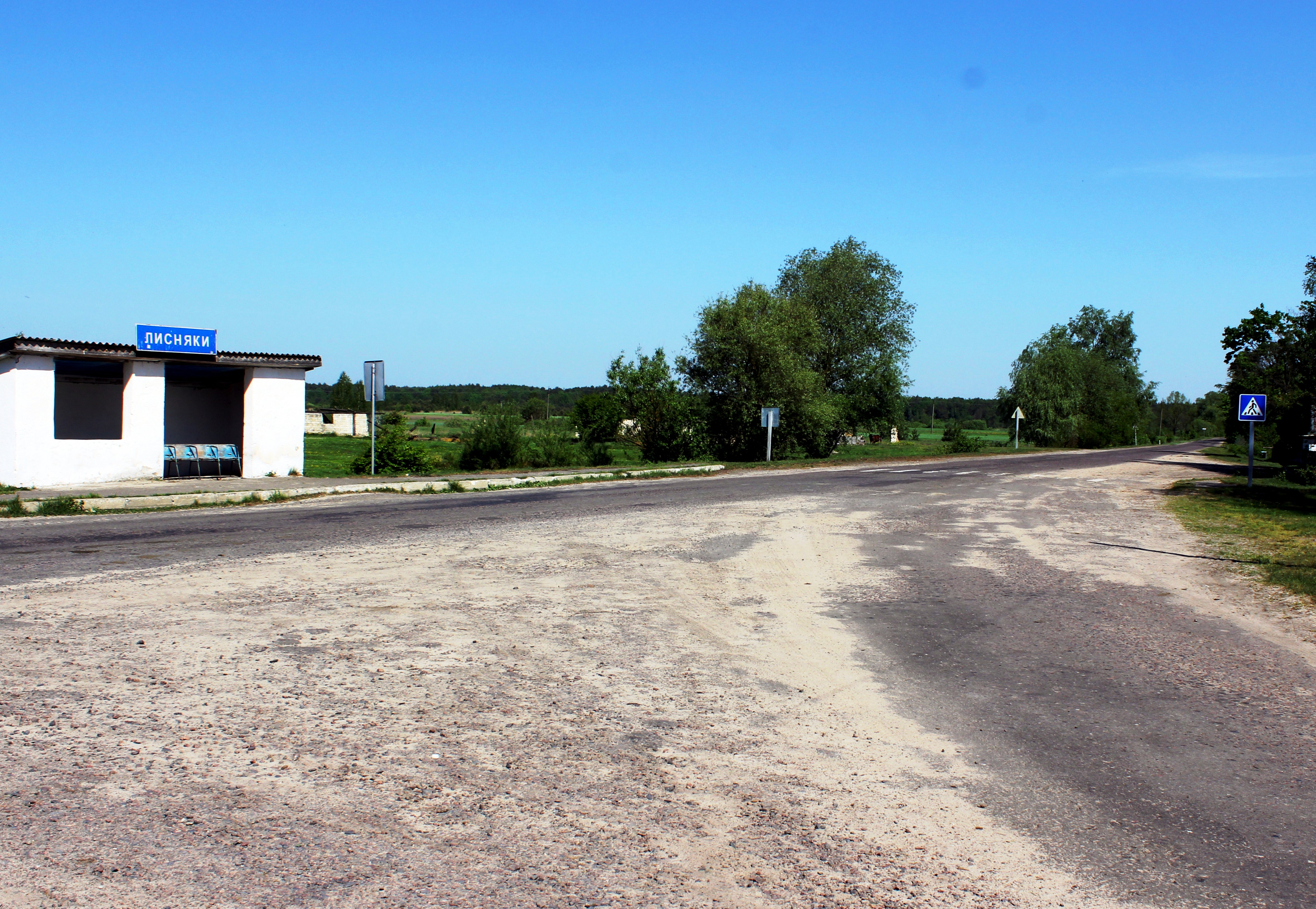

У Лісняках у той період існувала церква Преподобної Параскеви. М. І. Теодорович у праці «Волинь в описі міст, містечок і сіл…» дає опис цієї церкви. Святиня збудована в 1773 році на кошти селян, була дерев'яною, з дуже маленьким вівтарем. Із часом церква постаріла, тому виникла необхідність побудувати нову. У 1892 році звели нову дерев'яну будівлю разом із дзвіницею на дубових стовпах. Церква була кладовищенською, належала до Свято-Троїцького приходу с. Смідин. У 1896 році у селі налічувався 351 прихожанин.
Маленьке поліське село жило по-своєму. Біленькі невеличкі хатинки, убогі клуні та стайні. Основними заняттями селян були обробіток землі та лісу. На піщаних болотистих землях вирощували льон, коноплі, картоплю, жито, просо. Розводили корів, коней, овець кіз. Бідняки за мізерну плату наймалися до лісників, котрі проживали поблизу урочищ Маєвського, Удовського, Теребицького, Емми.
Не витримавши тяжкого поміщицького гноблення, четверо сімей із Лісняків виїхало за кордон у пошуках кращої долі.

### Перша половина ХХ століття у Лісняках
У 1935 році у селі було створено підпільну організацію КПЗУ. Підпільники організовували маївки, страйки, розповсюджували листівки, вивішували червоні прапори.
Іноді страйки увінчувались перемогою. Про це згадував Д. В. Івануха:

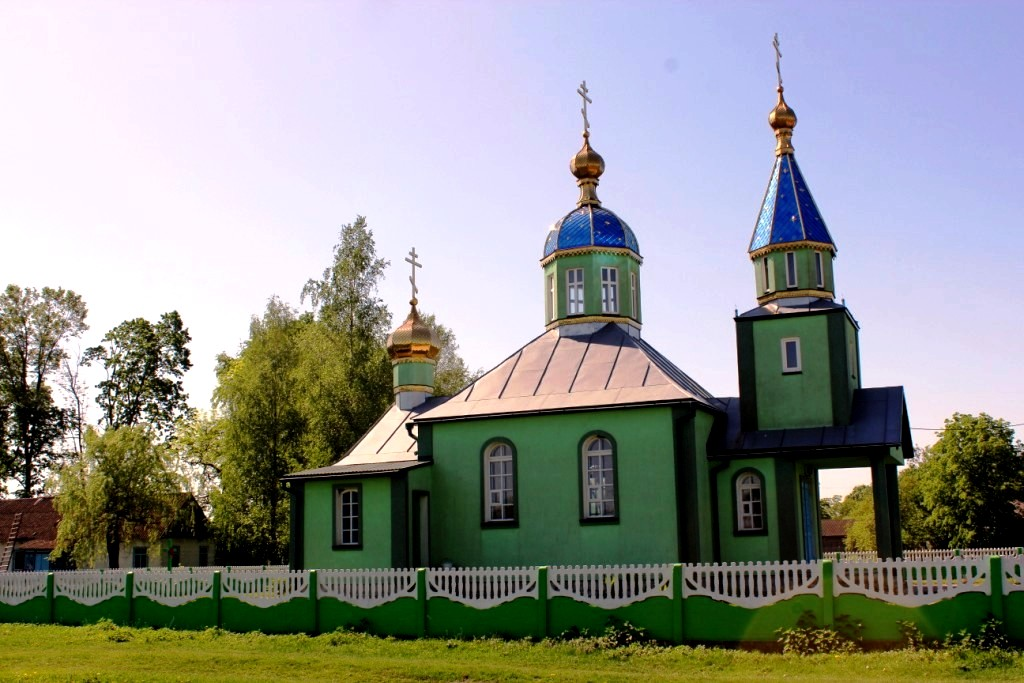

 — Мої земляки вивозили ліс на залізничні стації Мацеїв та Мизове, отримували за це мізерну плату. Ми оголосили страйк, нас підтримали й інші працівники лісу, довелося польським панам збільшити заробіток до десяти злотих. На той час це було неабияке завоювання.

### Радянщина в селі
У вересні 1939 року прийшли перші «совєти». Першим головою сільрали обрали Й. І. Гулечка, секретарем П. О. Ступак. Та недовго жилося лісняківцям при цій владі.
Гітлерівці на четвертий день після нападу на СРСР окупували село. Багато страждань вони принесли на цю землю. Фашисти змушували людей рити окопи, більше десяти юнаків та дівчат відправили на каторжні роботи. Серед них були Андрій Голуб, Євдокія Можелюк, Параска Остапук, Яків Вільчинський, Ганна Івануха та інші.
Друга світова війна була геноцидом для євреїв. У Лісняках мирно проживали українські та єврейські родини. Серед них і сім'я Барштів. Страшне лихо впало на їх родину. Батьків та двох дітей років 12-14 розстріляли фашистські посіпаки у лісі. Старший син Семен перебував у цей час на службі у Червоній Армії, через це й вдалося уникнути страти.
Були свідки лісової трагедії, які потайки спостерігали за діями злочинців. Вони розповідали, що після перших пострілів впали, скошені кулями старші члени родини, потім дівчинка. Хлопчик зі страху та розпачу благально звернувся до вбивці: «Дядьку, не вбивайте мене, я буду вам корови пасти, буду робити все, що скажете». Та ворог був безжалісний до дитини. Хлопчина пронизаний кулями, впав на землю, й навік замовк.
Мобілізувавшись із армії Семен Іськович Баршт вступив на навчання до Московського автодорожнього інституту. Отримавши диплом, працював інженером у Міністерстві автотранспорту СРСР. Приїжджав у Лісняки до Остапука Андрія Митрофановича. У розмовах згадував свою родину, зустрічався з колишніми сусідами, друзями. Особливо теплими були спогади про дитячі роки. Мріяв, щоб останки його родичів перезахоронити на сільському кладовищі. Але цій мрії поки що не судилося збутися.
У березня 1944 року, коли фашистів гнали на Захід, на декілька місяців лінія фронту закріпилася біля Лісняків. У селі розмістилося німецьке командування, рядові солдати спорудили укріплення у лісі. Радянські війська розташувалися недалечко Мизового. Прорвати ворожу лінію оборони було нелегко. Тому артилерійські обстріли та бомбардування з літаків не стихали ні на мить. У зв'язку з небезпекою для життя, люди змушені були ховатися у лісі. Вони споруджували у землі бункери, робили із дерева у болоті настили, щоб якось вберегтися, пережити страшне лихо. У липні німці відступили. Люди поверталися з лісу додому. Замість села перед ними лежало суцільне згарище, на якому лежали, наче снопи після молотьби, вбиті солдати. Із сотні хат залишилося вцілілих лише шість. Більшість будівель зруйнувала артилерія та авіація, підірвали та підпалили фашисти. У період війни не вціліла й церква. Але найтяжчими були людські втрати. З 80-ти учасників Великої Вітчизняної війни 25 залишилось на її вогненних дорогах. Навіки лишився у Лісняках й перетворився у камінь угорський воїн-інтернаціоналіст Янош Мату, який із братом Штефаном та українськими бійцями воював у партизанському загоні «За перемогу», що входив у з'єднання Малікова.

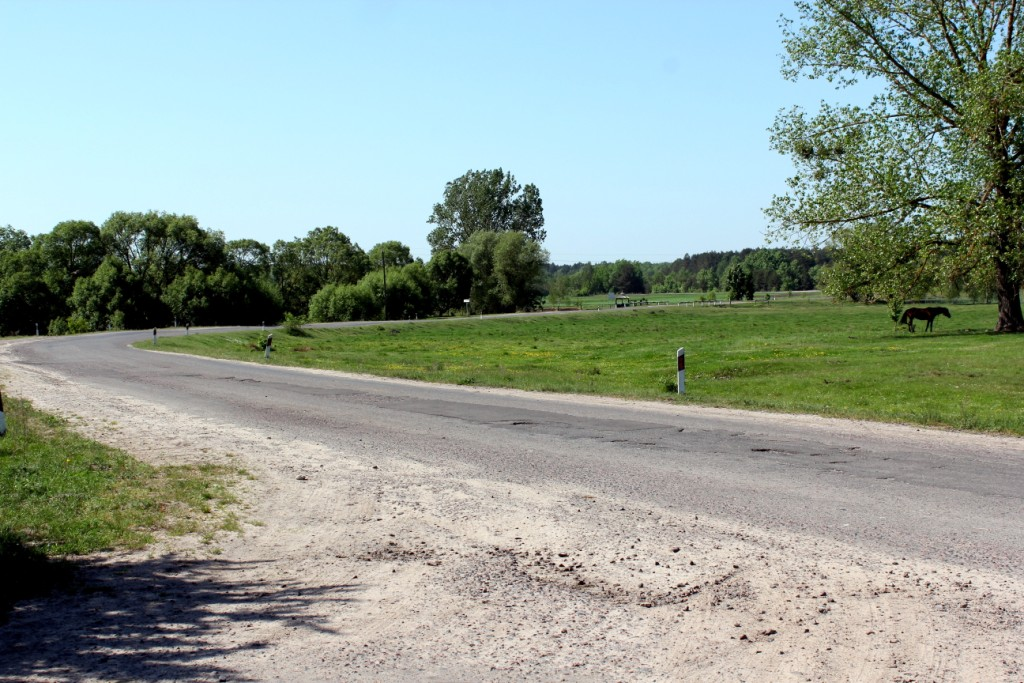

Мобілізовані до війська агресора брати Мату з першого дня мріяли про перехід на сторону Червоної армії. Але військову частину, у якій вони служили, направили не на фронт, а для охорони важливих об'єктів на тимчасово окупованій гітлерівцями території. Так Янош та Штефан опинилися на Житомирщині, охопленій полум'ям боротьби проти загарбників. Скориставшись можливістю, у березні 1943 року вони прийшли в партизанське з'єднання Маликова, прихопивши із собою зброю.
16 березня 1944 року Яноша Мату не стало. Він загинув у бою під Лісняками. З усіма почестями поховали сина угорського народу на сільському кладовищі.
Лісняківські воїни були також справжніми героями, патріотами-інтернаціоналістами. Вони визволяли не тільки рідну землю від ворога, а й допомагали народам Європи скинути ненависний чужоземний гніт. За мужність та героїзм у боях з ворогом нагороджений орденом Слави ІІІ ступеня (1947) Панасюк Сава Кузьмович (1920 н.р.), медалями: «За визволення Праги», «За перемогу над Німеччиною». У 1985 р. він нагороджений орденом Вітчизняної війни ІІ ступеня.
Івануха Микола Устимович також нагороджений Орденом Бойової Слави ІІІ ступеня. Прославились у боях, здійснювали героїзм, отримали чимало нагород: К. М. Гузь, А. В. Гулечко, Р. І. Оліферович, Д. О. Ковальчук, Г. А. Панасюк, Г. М. Голуб та інші.
Важко жилося всім у післявоєнний період. Кожен клаптик лісняківської землі був замінований, тому багато односельчан підірвалося на мінах. Але, незважаючи на всі труднощі, лісняківці відбудували своє село, повернулися до мирної праці.

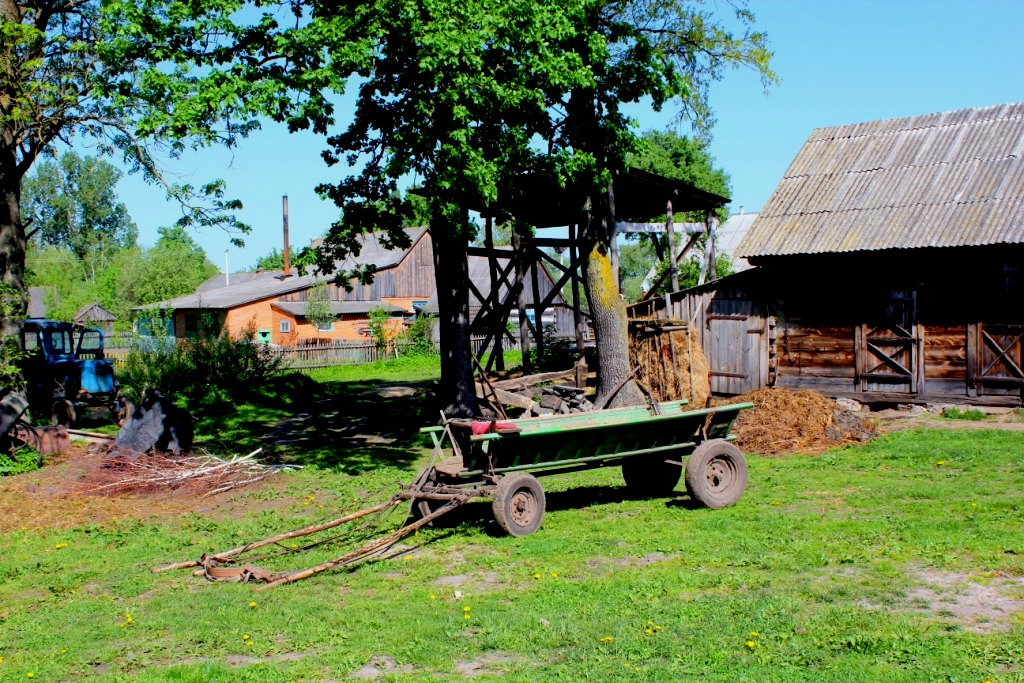

Андрій Васильович Івануха розповідав як у 1948 році у селі організували колгосп: «Цього року членами артілі стали 98 земляків. Очолив колгосп Є. О. Панасюк, згодом Г. Т. Івануха, Н. Ф. Троць був бухгалетром. Всією роботою по відбудові села керував виконком Лісняківської сільради, очолюваний Д. В. Іванухою. З 1948 по 1954 роки головою сільської ради був Андрій Васильович Івануха». У 1951 році артіль с. Лісняки об'єдналася в один когосп зі смідинськими артілями і господарство стало називатися колгоспом ім. Шверника. Очолював його Ісак Герез.
У Лісняках землі було мало, ґрунти — бідні. Смідинські землі доходили майже до села Лісняки, лісняцькі ж землі (гектарів двісті) розташовані поблизу Сьомаків.
У 1959 році приїхав у село Ісак Герез і повідомив, що мешканців Лісняків будуть переселяти у південні області України на багаті землі.
Землевпорядники з району та області відміряли і позначили кілками землі лісняківців. Вони сказали, що нічого не вдієш, допомагати зможуть нам лише у Москві. Громада доручила захищати їх інтереси у Москві Андрієві Панасюку та Панасові Троцю. На поїздку збирали гроші усім селом. По дорозі до столиці, компетентні пасажири порадили селянам звернутися до Міністра сільського господарства СРСР. Уповноважені з Лісняків потрапили на прийом до високопосадовців, розповіли про свої проблеми, передали письмове звернення односельчан, їм пообіцяли допомагати, після чого представники громади повернулися додому.
Через деякий час у Лісняки прибув представник із Москви. До його приїзду лісняківці навели ідеальний порядок у селі, на полях — ні зілиночки. Якраз буйно цвіла картопля, колосилися зернові. Оглянувши господарство, делегація із столиці та області заспокоїла селян такими словами: «Живіть у своєму селі, працюйте, нехай і в майбутньому у вас будуть такі порядки, як тепер, високі врожаї». Так лісняківці відстояли своє село. Правда, не вдалося їм повернути назад землю, що розташована під Сьомаками.

### Сучасне сільське життя
Нині у Лісняках налічується 69 дворів, у яких проживає 187 людей.

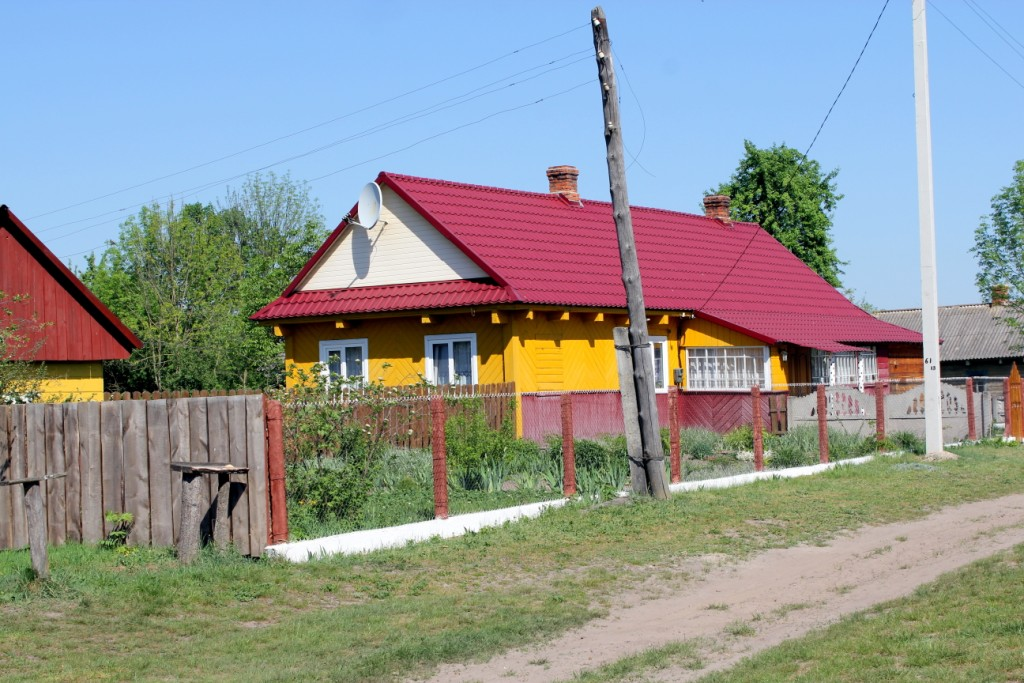

Була школа І ступеня, але з 2017 року через малу кількість учнів вона перестала функціонувати. У селі є ФАП, клуб, магазин. Окраса населеного пункту — церква. Майже шістдесят років люди ходили молитися Богу в Смідин, Нову Вижву. Зібравшись громадою, вирішили побудувати, хоч невеличку, але свою церкву. Кошти збирали усім селом, допомагали колишні односельчани. Будівельниками стали місцеві мешканці: Петро Іванович Гузь керував роботою по спорудженні церкви. Раніше, він працював у колгоспній будівельній бригаді, збудував чимало будинків та куполи храму зводив уперше.
Фундамент Святині заклали у квітні 2002 року, а 27 жовтня 2005 року відбулося її відкриття. Церква невеличка, але гарна і мальовнича, майстерно оздоблена, є справжньою окрасою села.
Лісняківці своєю громадою довели, що здатні вирішувати будь-які проблеми, складні завдання, бо у людській єдності сила.

## Населення
Згідно з переписом УРСР 1989 року чисельність наявного населення села становила 340 осіб, з яких 151 чоловік та 189 жінок.
За переписом населення України 2001 року в селі мешкало 270 осіб. 100 % населення вказало своєю рідною мовою українську мову.